# Tour della nazionale maschile di rugby a 15 della Nuova Zelanda 2005
A fine 2005 gli All Blacks, reduci dalla vittoria per 3-0 nella serie di metà anno contro i British Lions, si recarono in tour nelle Isole britanniche per incontrare le quattro Home nations; la Nazionale, guidata in panchina da Graham Henry, vedeva gli ultimi incontri da capitano di Tana Umaga, che alla fine del tour si ritirò dal rugby internazionale.
Il più recente, e unico, Grande Slam ottenuto dalla Nuova Zelanda nelle Isole risaliva al tour del 1978; Henry riuscì nell'impresa di realizzare di nuovo lo Slam a 27 anni di distanza.
Fu il primo dei tre en plein che realizzò, in otto anni di guida tecnica degli All Blacks, nelle Home nations, dal momento che la squadra si ripeté nel 2008 e nel 2010.
Il primo incontro del tour fu a Cardiff, a cent'anni dal primo incontro in assoluto tra gli All Blacks e il Galles: nell'occasione le due squadre furono schierate l'una di fronte all'altra, invece che in linea come accade sempre, durante l'esecuzione degli inni nazionali; a seguire, dopo la haka neozelandese, i gallesi intonarono Bread of Heaven, una canzone popolare.
In campo la partita vide la netta supremazia dei tutti neri, che misero a terra cinque mete (tre di Rico Gear e due di Dan Carter, autore di 26 punti), contro solo un calcio piazzato di Gareth Thomas, per un 41-3 finale senza discussioni.
Vittoria netta anche a Dublino contro l'Irlanda (45-7), con Nick Evans a rimpiazzare Dan Carter all'apertura e di nuovo cinque mete all'attivo, con due ciascuna di Sivivatu e Howlett e una di Weepu, anche se i commentatori irlandesi stigmatizzarono il gioco duro dei neozelandesi, autori di placcaggi ritenuti al limite del regolamento.
Critiche analoghe accompagnarono la vittoria della settimana successiva a Londra contro un'Inghilterra non disposta a facilitare il compito agli ospiti, e alla fine sconfitta solo per 23-19 dopo ottanta minuti di acceso combattimento, durante il quale i neozelandesi Woodcock e Tialata furono espulsi temporaneamente per comportamenti scorretti, tanto da indurre l'allora C.T. inglese Andy Robinson a sostenere che gli All Blacks «avevano giocato al limite».
Anche l'ultimo match, a Edimburgo contro la Scozia, benché vinto 29-10 e condotto fino al termine, fu molto combattuto: dopo avere chiuso 22-3 il primo tempo, infatti, alla Nuova Zelanda occorsero 33 minuti della ripresa per poter muovere ancora il tabellino grazie alla reazione scozzese che mise in difficoltà gli ospiti.
Con la vittoria di Edimburgo la Nuova Zelanda portò a casa il suo secondo Grande Slam in assoluto, a 27 anni di distanza dal primo capitanato da Graham Mourie.

## Risultati
| Arbitro: | Chris White |

|               |      |                                          |
|               | mt   | 29', 42' e 48' R. Gear, 65' e 78' Carter |
|               | tr   | 29', 42', 48', 65' e 78' Carter          |
| 18' G. Thomas | c.p. | 9' e 16' Carter                          |

| Arbitro: | Jonathan Kaplan |

|               |      |                                                 |
| 75' Horan     | mt   | 8' e 40' Sivivatu, 17' Weepu, 67' e 74' Howlett |
| 75' Humphreys | tr   | 8', 40', 67' e 74' Evans                        |
|               | c.p. | 25', 37', 42' e 45' Evans                       |

| Arbitro: | Alan Lewis |

|                             |      |                        |
| 5' Corry                    | mt   | 19' Umaga, 45' Mealamu |
| 5' Hodgson                  | tr   | 19' e 45' Carter       |
| 21', 48', 65' e 70' Hodgson | c.p. | 25', 36' e 53' Carter  |

| Arbitro: | Nigel Whitehouse |

|                |      |                                          |
| 80'+2 Webster  | mt   | 10' e 76' R. Gear, 23' Evans, 39' Lauaki |
| 80'+2 Paterson | tr   | 23' e 39' Evans, 76' MacDonald           |
| 7' Paterson    | c.p. | 35' Evans                                |